# 유네스코 세계물평가계획
유네스코 세계물평가계획(World Water Assessment Programme, WWAP)은 2000년, 담수 자원의 양과 질, 이용 및 관리 측면에서 유엔 체계 전반의 주기적인 글로벌 현황 개요를 마련하라는 유엔 지속가능발전위원회(Commission on Sustainable Development, CSD)의 요청에 따라 설립되었다.
WWAP는 UN-Water 회원 및 다양한 국제 파트너로 구성된 광범위한 연합의 지속적인 노력을 적극적으로 조정하고 있다. 이러한 협력은 물과 위생 문제에 관한 UN-Water의 대표적 보고서인 유엔 세계물개발보고서(World Water Development Report, WWDR) 작성의 핵심적인 역할을 한다. 매년 발간되는 WWDR은 매년 다양한 전략적 물 문제에 초점을 맞춰 전 세계 담수 자원 현황에 대한 종합적인 검토를 제공한다.
또한, WWAP는 성별로 세분화된 물 데이터 툴킷(Toolkit on Sex-disaggregated Water Data)을 개발하고, 회원국 기관, 유엔 기구, 국제 및 지역 기구, 공적개발원조(ODA) 기관, 시민사회로 구성된 다자 이해관계자 연합의 지원을 받아 행동 촉구 이니셔티브(Call for Action Initiative)를 추진하는 등 구체적인 성과를 거둔 포괄적인 젠더 구성 요소를 개발했다.

## 배경
1998년, 제6차 지속가능발전위원회 회의에서 담수 자원에 대한 정기적인 글로벌 평가의 필요성이 강조되었다. 이러한 요청에 따라 당시 ACC 수자원 실무위원회(현 UN-Water)는 담수 자원의 상태, 사용 및 관리에 대한 유엔 시스템 차원의 정기적인 글로벌 개요를 작성하기로 결정했다. 이 보고서는 다자 이해관계자 차원을 고려하는 것이 중요하다는 점을 인식하고, 다른 이해관계자들과 협력하여 유엔 보고서로 작성하기로 결정했다. 이러한 결정을 바탕으로 2000년, 유네스코 세계물평가계획(UNESCO WWAP)은 보고서 작성을 조정하기 위해 설립되었다. 제1차 세계물개발보고서는 2003년 3월 22일에 공식 발간되었다.
2012년까지 세계물개발보고서(WWDR)는 3년 주기로 제작·발간되었다. 그러나 2012년, 전 세계 이해관계자들을 대상으로 실시한 글로벌 설문조사(Global Stakeholder Survey)에서 보고서의 초점과 발간 주기에 대한 변화를 요구하는 의견이 제기되었다. 이에 따라 UN-Water 회원 기관들은 세계물개발보고서(WWDR)를 매년 발간하고, 매년 특정 전략적 물 이슈를 주제로 다루기로 결정하였다.
WWAP는 2000년 설립 이후 2006년까지 일본 정부의 재정 지원을 받으며 파리 유네스코 본부에서 운영되었다. 2007년부터는 이탈리아 정부의 지원을 받아, 이탈리아 움브리아 주 페루자에 위치한 WWAP 사무소에 기반을 두고 있으며, 순수 외부재원(extra-budgetary) 프로그램으로 운영되고 있다.
WWAP는 세계물개발보고서(WWDR) 시리즈를 통해 지속가능발전을 위한 물 분야 성평등의 중요성을 강조하였다. 젠더 관련 논의에 깊이와 실질성을 더하기 위해, 유네스코 WWAP는 특별 실무단을 구성하여 물 접근, 관리, 거버넌스에서 나타나는 심각하고 지속적인 성별 불평등 문제를 부각하였다. 이러한 불평등은 지속가능발전목표(SDGs) 달성에 있어 중요한 장애 요인으로 평가된다. WWAP는 이 실무단의 문제의 심각성을 보여준 조사 결과와 유네스코의 성평등 최우선 과제(Gender Equality Priority)에 발맞추어 본격적인 젠더 프로그램을 수립하였다.

## 사명과 목표
유네스코 WWAP는 수자원 관리자와 정책 입안자 및 의사결정자들에게 지속가능한 물 정책을 수립하고 이행하는 데 필요한 지식, 도구, 기술을 제공하는 것을 목표로 하고 있다.
WWAP의 임무는 물 안보와 지속가능성 달성을 위한 글로벌 프로세스를 촉진하는 것이며, 다음과 같은 전략 목표를 통해 구체화된다.
- 전 세계 물 자원의 양과 질을 포함한 이용 가능성과 이용 현황, 그리고 글로벌 변화 요인에 따른 미래 변화 전망을 다루는 세계물개발보고서(WWDR) 시리즈를 발간하여, 물 관련 갈등을 예방하기 위한 조기 경보를 제공하는 것,
- 회원국들이 자국의 수자원 현황과 물 정책 결정 및 프로그램의 효율성과 효과성을 평가할 수 있도록 지원하는 것,
- 회원국들이 물 정책 관련 이니셔티브를 위해 필요한 데이터 수집 및 분석 역량을 구축하고 개선할 수 있도록 지원하는 것,
- 수자원에 대한 국제적으로 비교 가능한 데이터 및 지표의 개념적·방법론적 틀을 개발하는 것,
- 정책 입안자 및 연구자들과 협력하여 데이터를 분석하고, 다양한 규모에서 정책 수립을 위한 데이터의 폭넓고 심층적인 활용을 촉진하는 것,
- 다양한 효과적인 커뮤니케이션 도구와 대중 교육 자료를 제작하여 WWAP의 메시지와 성과를 널리 전파하는 것,
- 지역, 아지역, 국가 차원의 사례 연구와 모범 사례를 개발하고, 지역 데이터 세트를 기반으로 한 지역 물 개발 보고서를 작성하는 것.[2]

## 주요 활동

### 주요 추진 분야
WWAP의 활동은 전략적 목표에 따라 세 가지 주요 분야를 중심으로 전개되고 있다.
- 사실에 기반한 지식 제공: 2030 지속가능발전 의제(Agenda  for Sustainable Development) 내 물 관련 목표 달성을 지원
- 통합 수자원 관리 이행 지원: 역량 강화와 정책 대화를 통해 통합적 수자원 관리 및 효과적인 거버넌스를 촉진
- 성평등 및 여성 역량 강화 측정 지원: 맞춤형 성별 특성 반영 지표와 성별 분리 수집된 물 데이터를 활용하여 수자원 관리와 거버넌스 분야에서 성평등 및 여성 역량 강화 가속화를 지원

### 1.세계물개발보고서(WWDR)
UN-Water의 대표 보고서인 세계물개발보고서(WWDR)는 물과 위생 문제를 다루며, 매년 3월 22일 유엔 세계 물의 날(UN World Water Day)에 맞춰 발간된다. 2014년부터 세계물개발보고서(WWDR)는 매년 하나의 전략적 주제에 초점을 맞춘 주제별 간행물로 발간되고 있다. 2014년 이전에는 보고서가 3년마다 발간되었으며, 포괄적인 접근 방식을 취했다.
WWAP는 모든 유엔 기관 및 국제 학술 기관들과 협력하여 보고서를 준비한다. 이 보고서는 매년 수자원의 다양한 측면을 주제로 삼아 작성되며, 최신 지식, 심층 분석, 우수 사례를 제공하여 의사결정자들에게 정책 권고를 제시한다.
- 2025: 거대한 물 저장고, 산과 빙하 (Mountains and glaciers: water towers)[5]
- 2024: 번영과 평화를 위한 물 (Water for Prosperity and Peace)[6]
- 2023: 물을 위한 파트너십과 협력 (Partnerships and Cooperation for Water)[7]
- 2022: 지하수, 보이지 않는 것을 보이게 (Groundwater: Making the invisible visible)[8]
- 2021: 물의 가치 평가 (Valuing Water)[9]
- 2020: 물과 기후변화 (Water and Climate Change)
- 2019: 누구도 소외되지 않는 사회 (Leaving No One Behind)
- 2018: 자연기반 물 문제 해결 방안 (Nature-Based Solutions for Water)
- 2017: 하∙폐수 미개발 자원 (Wastewater: The Untapped Resource)
- 2016: 물과 일자리 (Water and Jobs)
- 2015: 지속 가능한 세계를 위한 물 (Water for a Sustainable World)
- 2014: 물과 에너지 (Water and Energy)
- 2012: 불확실성과 리스크에 따른 물관리 (Managing Water under Uncertainty and Risk)
- 2009: 끊임없이 변하는 세계와 물 (Water in a Changing World)
- 2006: 물은 우리 모두의 책임이다 (Water: A Shared Responsibility)
- 2003: 사람과 생명을 위한 물 (Water for People, Water for Life)

### 2.역량 개발(Capacity Development)
WWAP는 정책과 과학 간의 연계를 강화하고, 물 문제에 대한 의사결정을 지원하기 위해 목표 지향적인 역량 강화 및 지식 공유 이니셔티브를 추진하고 있다. 교육은 물과 성별 문제, 그리고 세계물개발보고서(WWDR)의 주제를 중심으로 진행된다.

#### 물과 기후변화 교육 프로그램(Water and Climate Change training program)
WWAP는 유네스코 카이로 사무소(UNESCO Cairo Office)와 협력하여 ‘물과 기후 변화(Water and Climate Change)’에 관한 지역 교육을 실시하였다. 이 온라인 교육은 2021년 3월에 개최되었으며, 아랍 지역 17개국(레바논, 리비아, 사우디아라비아, 요르단, 알제리, 모로코, 쿠웨이트, 오만, 아랍에미리트, 예멘, 카타르, 팔레스타인, 이집트, 튀니지, 수단, 이라크, 시리아)에서 참가자들이 참여하였다.

#### 자연 기반 해법 교육 프로그램(Nature-based solutions training program)
레바논에서 실시된 이 국가 교육은 자연 기반 해법(Nature-Based Solutions, NBS)의 개념과, 이러한 접근법이 물의 가용성을 높이고 수질을 개선하며 물 관련 재해와 기후 변화에 따른 위험을 어떻게 줄이는지에 대한 전반적인 이해를 제공하기 위해 기획되었다. 참가자는 관련 부처, 대학, 연구기관, 자연보호구역 및 비정부기구(NGO) 소속 대표들로 구성되었다.

#### 폐수 관리 교육 프로그램 (Wastewater training program)
WWAP는 유네스코 카이로 사무소와 협력하여 이집트 카이로에서 대면 교육을 조직하였으며, 이는 지속가능발전과 2030 지속가능발전 의제(Agenda for Sustainable Development) 달성에 필수적인 사회적, 환경적, 경제적 이점을 창출하는 폐수 관리 개선에 대한 혁신적이고 성공적인 접근법을 공유하기 위한 것이었다.
두 번째 교육은 가나 아크라에서 개최되었으며, 사하라 이남 아프리카 지역의 수질 관리 및 수질 오염물질(신흥 오염물질 포함) 관리에 중점을 두고 진행되었다. 이 교육은 국제 수질 이니셔티브(IIWQ)와 통합 유역 관리 지역 센터(RC-IRBM)와 협력하여 조직되었다.

### 3.물과 젠더(Water and Gender)
유네스코의 성평등 최우선 과제(Gender Equality Priority)에 부응하여, WWAP는 수자원 분야에서 성평등을 증진하고 데이터 격차를 해소하며 구체적인 조치를 이행하는 데 주력하고 있다. 물 분야에서 성평등을 달성하는 것은, 특히 2030 지속가능발전 의제(Agenda for Sustainable Development)에 명시된 국제적 성평등 및 물 관련 약속(특히 지속가능발전목표(SDG) 5번: 성평등, 6번: 모두를 위한 물과 위생) 이행에 있어 매우 중요하다.
유네스코의 성평등 최우선 과제 행동계획(Priority Gender Equality Action Plan) 체계 하에, 유네스코 WWAP는 "물과 성평등(Water and Gender Equality)"을 다음 네 가지 주요 분야를 중심으로 추진하고 있다.
- 물과 성평등에 관한 지표, 방법론 및 도구 개발
- 역량 강화
- 현장 프로젝트
- 소통 및 대외 홍보 활동

#### 행동 촉구 이니셔티브(Call for Action Initiative)
WWAP는 회원국 기관, 유엔 기관, 국제 및 지역 기구, 비정부기구(NGO), 민간 부문, 시민 사회로 구성된 다자 이해관계자 연합(Multi-stakeholder Coalition)과 함께 행동 촉구(Call for Action)를 조정하고 있다. Call for Action는 2021년에 시작되었으며, 소통 및 대외 홍보, 정책, 성평등 재원 지원, 혁신적인 방법·접근법·도구 개발을 통해 구체적인 행동을 촉진하는 것을 목표로 한다.
행동 촉구(Call for Action) 이니셔티브는 다음을 포함한 주요 행사들에서 소개되었습니다: 아프리카 물 포럼(African Water Forum, 2021년 11월), 아시아 물 주간(Asian Water Week, 2022년 2월), 두샨베 물 행동 10년 계획 회의(Dushanbe Water Action Decade Conference, 2022년 6월), 고위급 정치 포럼(High-Level Political Forum, 2022년 7월), 세계 물 주간(World Water Week, 2022년, 2023년, 2024년 8월), 대한민국 국제 물 주간(Korea International Water Week, 2022년 11월), 뉴욕에서 개최된 유엔 2023 물 회의(UN 2023 Water Conference, 2023년 3월).
이 자리에서 행동 촉구와 다자 이해관계자 연합이 제출한 자발적 약속은 "물 행동 의제(Water Action Agenda)"에 따른 공식 약속으로 등재되었다. 또한, Call for Action은 2024년 5월 발리에서 열린 세계 물 포럼(World Water Forum)에서도 소개되었다.
2022년 6월, 두샨베에서 개최된 제2차 물 행동 10년 계획 회의(Water Action Decade Conference)에서 채택된 두샨베 선언(Dushanbe Declaration)은 성별 데이터 격차 해소를 촉구하였다. 선언은 성별로 세분화된 데이터(gender-disaggregated data)의 제공 및 접근성 향상의 필요성을 강조하였으며, 이는 물 분야에서 정보에 기반한 의사결정과 성평등 촉진을 위해 매우 중요하다고 명시하였다. 또한, 선언은 물 관리 관행에서 성평등 가속화를 위한 행동 촉구(Call for Action)의 역할을 긍정적으로 평가하였다.

#### 성별로 세분화된 물 데이터 툴킷(UNESCO-WWAP Gender Disaggregated Water Data Toolkit)
UNESCO-WWAP의 성별로 세분화된 물 데이터 툴킷(Gender Disaggregated Water Data Toolkit)은 2015년에 개발 및 발간되었으며, 2019년에 제2판이 개정되어 2030 아젠다의 지속가능발전목표(SDG 6번, SDG 5번 및 기타 목표)를 반영하였다.
이 툴킷은 물과 성별에 관한 양적 및 질적 데이터를 수집하는 데 도움이 되도록 개발되었으며, 물 정책 및 계획 수립을 지원하는 데 유용한다. 또한, 의사결정자들이 데이터 기반이면서 성평등을 근본적으로 증진하는(gender-transformative) 물 정책을 채택하고, 물 분야에서 성평등을 증진하며 2030 아젠다의 목표 달성에 기여할 수 있도록 구체적인 변화를 이끌어내는 것을 목표로 한다.
- Tool1: 물 평가, 모니터링 및 보고를 위한 성별 반영 지표 (Gender-responsive indicators for water assessment, monitoring and reporting)
- Tool2: 성별로 세분화된 물 데이터 수집 방법론 (Methodology for the collection of sex-disaggregated water data)
- Tool3: 성별로 세분화된 물 데이터 수집 지침 (Guidelines on the collection of sex-disaggregated water data)
- Tool4: 성별로 세분화된 물 데이터 수집 설문지 (Questionnaire for the collection of sex-disaggregated water data)

#### 지속가능발전목표 6 종합 보고서(SDG 6 Synthesis Report)
2015년, 유엔 회원국들은 2030 아젠다(2030 Agenda)를 채택하고 보편적이며 변혁적인 목표와 세부목표를 설정하였다. 물 분야에서의 이행 현황을 제시하기 위해 "물과 위생에 관한 지속가능발전목표 6 종합 보고서 2018(SDG 6 Synthesis Report 2018 on Water and Sanitation)"가 UN-Water TF(UN-Water Task Force)에 의해 작성되었으며, 이 TF는 WWAP의 조정 아래 13개 유엔 기관으로 구성되었다.
지속가능발전목표 6 종합 보고서 2018은 글로벌 및 지역 수준에서의 이행 현황을 개괄적으로 보여주고 있으며, 이 목표(SDG 6)를 향한 진전을 가속화하기 위한 방안을 제시하고, 또한 SDG 6이 다른 지속가능발전목표(SDG) 세부목표 및 지표와 어떻게 상호 연계되어 있는지를 설명하는 포괄적인 정보를 제공한다.

## 발간물
- The interconnected nature of water, gender and climate: case studies from the Pacific Small Island Developing States (2025)
- Agua, género y clima en América Latina y el Caribe: mejores datos para mejores estrategias de adaptación; estudios de casos (2025)
- Global employment trends and the water dependency of jobs: technical paper (2024)
- The Call for Action explained (2022)
- Taking stock of progress towards gender equality in the water domain: where do we stand 25 years after the Beijing Declaration? (2021)
- Accelerating gender equality in the water domain: a call for action (2021)
- Methodological approach for applying the UNESCO WWAP Water and Gender Indicators: an example from Argentina (2020)
- Migration and its interdependencies with water scarcity, gender and youth employment (2017)

## 관련 기관
- 유네스코
- UN-Water
- UNESCO-IHP
- IGRAC (International Groundwater Resources Assessment Centre)
- Water and Gender Working Group
- Multi-Stakeholder Coalition for the Call for Action